# Deuce (álbum)
Deuce es el segundo álbum de estudio del guitarrista irlandés Rory Gallagher, publicado en 1971 por el sello Polydor Records. Fue publicado solo seis meses después de su disco debut y en un principio recibió malas críticas por la baja calidad de la producción, sin embargo, con el pasar de los años ha sido considerado como uno de sus mejores trabajos.
En una entrevista realizada a Rory en 1971 sobre las malas críticas en un principio mencionó: «Quería buscar un sonido más crudo y estaba muy contento con Deuce. Estuvo una sola semana en las listas lo que me tenía muy decepcionado, pero no deprimido, después de todo vendió 17 000 copias lo que no es malo».
Alcanzó el puesto 39 en la lista UK Albums Chart del Reino Unido y fue certificado en 2005 con disco de oro por la British Phonographic Industry, luego de superar las 100 000 copias vendidas.
En 1999 fue remasterizado y relanzado en disco compacto por el sello Buddah Records, que contenía la canción «Persuasion» como pista adicional.

## Lista de canciones
Todas las canciones escritas por Rory Gallagher.

| N.º | Título                        | Duración |  |
| 1.  | «I'm Not Awake Yet»           | 5:24     |  |
| 2.  | «Used to Be»                  | 5:06     |  |
| 3.  | «Don't Know Where I'm Going»  | 2:45     |  |
| 4.  | «Maybe I Will»                | 4:13     |  |
| 5.  | «Whole Lot of People»         | 4:54     |  |
| 6.  | «In Your Town»                | 5:43     |  |
| 7.  | «Should've Learnt My Lession» | 3:34     |  |
| 8.  | «There's a Light»             | 5:59     |  |
| 9.  | «Out of My Mind»              | 3:00     |  |
| 10. | «Crest of a Wave»             | 5:52     |  |

| Pista adicional en reedición CD de 1999 |              |          |  |
| N.º                                     | Título       | Duración |  |
| 11.                                     | «Persuasion» | 4:42     |  |

## Músicos
- Rory Gallagher: voz, guitarra eléctrica y armónica
- Gerry McAvoy: bajo y coros
- Wilgar Campbell: batería y percusión